# Scoglio Businco
Lo scoglio Businco (Rocca Businca in sassarese) è un'isola del mar di Sardegna (denominato anche "mare di fuori"), sita a ridosso della costa nord-occidentale sarda, davanti alla spiaggia di Rena Majore (della Nurra). Non presenta flora di nessun tipo.
Appartiene amministrativamente al comune di Sassari.